# Replikátoři
Replikátoři jsou fiktivní mechanická sebereplikující se rasa v seriálu Hvězdná brána. 
Replikátoři jsou poprvé zmíněni v epizodě Mírová konference, když Thór informuje Jack O'Neilla o nepříteli horším než jsou Goa'uldi. V seriálu jsou hlavním nepřítelem Asgardů, ale jejich expanzivní přirozenost z nich dělá hrozbu pro všechny formy života, včetně Tau'ri.

## Technologie
Standardní replikátoři jsou tvořeni z bloků, které jsou ve spojení schopné různých činností. Lze je přirovnat k počítači, ovšem samostatně nedokáží nijak škodit, poněvadž jsou na sobě závislé. Bloky jsou vzájemně propojeny a komunikují v subprostoru. Podle Asgardů, každý blok obsahuje dva miliony kironových cest, řídících molekulární strukturu replikátorů. Bloky se mohou spojit do různých forem, nejčastěji však do podoby pavouků (pohodlný a rychlý pohyb). Bloky jsou tvořeny z dostupných materiálů.
Replikátoři jsou velmi nepředvídatelní díky své neuvěřitelné schopnosti adaptace. Vytvořili si imunitu proti většině známým energetickým zbraním, např. goauldským zat'nik'telům. Princip tyčové zbraně, svazky vystřelovaného přežhaveného plazmatu, je v podstatě dokáže poškodit. Jsou schopni odolat i zbraním z tauri (země) pokuď se do nich někdo trefí rozloží se na kostky a zase složí. Replikátoři dokáží zpracovat jakékoliv dostupné materiály, ale vybírají si především velice odolné. V epizodě Malá vítězství, měli replikátoři jediný dostupný materiál rezivějící ocel. Lidské projektilové zbraně jsou schopny replikátory zneškodnit. Replikátorští brouci produkují kapalinu, která dokáže rozrušit jakýkoliv známý materiál.
V epizodě Nepřirozený výběr se SG-1 setkali s lidskou formou replikátorů na bývalé Asgardské planetě Halla. Replikátoři je zajmou a zkoumají jejich mysl, aby se dozvěděli více o Zemi a SGC.

## Historie
Tvůrcem replikátorů byl android Reese. Reese vytvořila replikátory jako hračky. Lidé se Reese báli a ta replikátorům nařídila, aby ji chránili. Nakonec se jí replikátoři vymkli z rukou a zničili celou civilizaci. Když replikátory objevili Asgardi, podrobili je studiu. Než si uvědomili svou chybu, umožnili replikátorům přístup ke svým technologiím, a tak se replikátoři rozšířili po celé jejich galaxii. Reese byla později objevena SG-1 a znovu aktivována, ale nakonec byla zabita a předána Asgardům ke studiu.
Asgardům se nakonec podařilo uvěznit replikátory pomocí zařízení dilatace času na Valhalle, bývalé domovské planetě Asgardů. Replikátoři ovšem ještě předtím objevili Reese, která byla součástí připravené pasti, protože v jejím neurálním systému byl zachovám stěžejní příkaz ke shromáždění, který všichni replikátoři uposlechli. Poté, co prozkoumali její stavbu, našli technologické aspekty, které byly na vyšší úrovni, než jejich vlastní. Tím se vyvinula lidská forma replikátorů.
Týmu SG-1 se nakonec podařilo zařízení na dilataci času opravit a spustit. Aby se Asgardé definitivně zbavili hrozby, uměle zvýšili gravitaci slunce a způsobili zhroucení slunce v černou díru.
Pátému se ale s replikátory podařilo uniknout z černé díry a zajmout majora Samanthu Carterovou. Když se Pátý pokusil dobýt Orillu, novou asgardskou planetu, vyvinul Jack O'Neill pomocí znalostí Antiků distruptor, zbraň schopnou zničit replikátory tím, že permanentně zruší komunikaci mezi jejich jednotlivými bloky. Orillu nakonec Thór pomocí zvětšené verze distruptoru vyčistil, ale Pátému se podařilo uniknout a navíc stihl na Orille vytěžit dostatek neutronia na to, aby vytvořil dalšího lidského replikátora, do kterého vtiskl osobnost Samanthy Carterové.
Replikátor (RepliCarter) se spojila s SGC, aby byla zničena. Ve skutečnosti se chtěla zbavit Pátého a prostudovat technologii distruptoru, aby si vytvořila imunitu, což se jí nakonec podařilo. Zničila Pátého a jeho loď a uprchla. Po mnoha pokusech dostali Asgardi a SG-1 novou šanci. Poté, co se Anubis stal nejmocnějším vládcem soustavy, zahájili replikátoři invazi do Mléčné dráhy. 
Replikátor Carterová zjistila, že Daniel Jackson byl povznesený a měl přístup k znalostem Antiků. Unesla ho, aby zjistila polohu jediné zbraně schopné jí a replikátory zničit. V té době vrcholil konflikt Tau'ri a Svobodných Jaffů s goa'uldy.
V Danielově podvědomí zjistila polohu zbraně na Dakaře, která jí dokáže zničit. Tuto zbraň použili Antikové v galaxii k vytvoření života. 
Selmak a Carterová poté přišli na to, že zbraň lze nastavit tak, aby zasáhla pouze replikátory. Museli by však být zasaženi v jednom okamžiku v celé galaxii, aby si nemohli vyvinout imunitu. S pomocí Ba'ala poté Selmak aktivovala zařízení a celou síť hvězdných bran v galaxii a zničila všechny replikátory včetně replikátora Carterové.